# Borsos István József
Borsos István József (Székesfehérvár,  1904. december 13. – Budapest, 1936. január 19.) rajztanár, festő- és szobrászművész.

## Felmenői, családja
A Borsos család nemesi származásának igazolására, 1943-ban édesapja, Borsos Endre közigazgatási bíró által indított eljárás nem járt sikerrel, ugyanis a Belügyminisztérium nem látta igazoltnak, azt a családi emlékezetben megmaradt eredettörténetet, miszerint a kérelmező abból a nemes Borsos családból származik, amely III. Ferdinánd magyar királytól 1646. október 1-én Zala vármegyében kapott címeres nemeslevelet és onnan Csajágra származott. A dokumentumok hiányara tekintettel a család eredete nem állapítható meg kétséget kizáróan, ugyanakkor a nemességvizsgálati eljárásban a család és más tanúk által megfogalmazott vallomások azt látszanak igazolni, hogy az a Csajágon honos nemes Borsos családból származik.
Dédapja, Borsos István (Kocs, 1798. december 26. – Nagysáp, 1880. december 19.) nagysápi református iskolamester. Nagyapja, Borsos István (Nagysáp, 1840. június 25. – Nagysáp, 1891. március 14.) ászári, utóbb nagysápi református iskolamester. Édesapja Borsos Endre közigazgatási bíró, édesanyja Schrikhuber Laura Vilma (Pápa, 1880. július 21. – ), Schirkhuber József ügyvéd, városi közgyám és Körber Vilma lánya. Szülei Pápán kötöttek házasságot 1900. július 7-én. Házasságukból hét fiúgyermek született.
Testvérei:
- Endre Károly, építészmérnök (Pápa, 1901. október 11.[5] – Budapest, 1957. május 5.)[6] felesége: Budapest, 1940. Erdélyi Szidónia Erzsébet
- László Iván, Ybl Miklós-díjas építészmérnök, építészettörténész, műemlék-restaurátor (Székesfehérvár, 1903. március 29.[7] – Budapest, 1975. január 3.)[8] felesége: Budapest, 1945. Herolt Etelka
- József Tamás (Székesfehérvár, 1909. november 09.[9] – 1976.)
- Károly Ferenc (Székesfehérvár, 1912. február 14.[10] – )
- Géza Vilmos, járásbíró, ítélőtáblai tanácsjegyző, tartalékos tüzérhadnagy (Budapest, 1914. szeptember 1. – Budapest, 1947. április 23.)[11] felesége: Kecskemét, 1945. április 07.[12] Imre Mária
- Ferenc Zoltán (Budapest, 1916. augusztus 27. – 1983. október 17.)[13] felesége: Budapest, 1943. június 23. Schéry Edit

Feleségét, Szalmásy Ilona (Budapest, 1915. március 26. – ) Budapesten 1933. szeptember 30-án a Szilágyi Dezső téri református templomban vette el. A házasságot még 1934-ben felbontották.

## Tanulmányai
Tanulmányait 1922-től a Magyar Képzőművészeti Főiskolán végezte, ahol 1926-ban rajztanári oklevelet szerzett. Bálvány c. képét még tanulmányai idején, 1925-ben a Magyar Képzőművészeti Főiskola vásárolta meg. Mestere és az intézmény akkor rektora Csók István festőművész volt. Tanulmányait követően is többször járt tanulmányúton Franciaországban, Olaszországban és Svájcban.

## Munkássága, közéleti tevékenysége
Tanulmányai befejezését követően rövid ideig Csók István tanársegédje lett a Magyar Képzőművészeti Főiskolán. Főként portré- és aktfestészettel foglalkozott, de emellett figurális kompozíciókat is festett, művészete teljesen egyéni, képein a meleg, világos színek dominálnak. Fiatal művészként gondosan kiegyensúlyozott és megmunkált aktkompozíciói, csendéletei, tájképei és arcképei révén szerzett hírnevet magának, amelyekkel 1927-től sűrűn szerepelt a Nemzeti Szalon kiállításain. Első önálló kiállítása 1928. április 21-én nyílt meg a nagyközönség előtt, amelyen száz ceruza, pasztell rajzzal és vízfestményekkel mutatkozott be. Festészetén ekkor Rippl-Rónai József hatása volt érezhető. 1928-ban a Szinyei Merse Pál Társaság kiállításán Sárga csendélet c. művét a főváros vásárolta meg. A Nemzetközi Képzőművészeti Kiállításon 1929-ben ismét vásárolt alkotásai közül a főváros egy festményt, ekkor úgy jellemezték, mint az egyik legtehetségesebb fiatal művészt. 1930-ban Négely Rudolffal közösen állított ki a Független Művészek Társasága kiállításán, ahol mint "a legszebb fejlődést ígérő" fiatal művészt mutatták be. Festményeivel 1933-ban részt vett a Szinyei Merse Pál Társaság zsűrizésén a Nemzeti Szalonban. A Budai Szépművészeti Társulat kiállítótermében 1934-ben gyűjteményes kiállítással mutatkozott be. A festészet mellett a szobrászat terén is alkotott és mint szobrász is jelentős sikereket aratott műveivel. Alkotásai hazai műgyűjtők birtokában vannak.
Tagja volt többek között a Gyóni Géza Társaságnak és a Független Művészek Társaságának.

## Halála
Borsos István József 1936. január 19-én, alig 31 évesen tuberkulózisban hunyt el Budapesten. Halálával egy fiatal, tehetséges festőművész pályája tört ketté. Sírja a Farkasréti temetőben található, sírfelirata: „Én vagyok a feltámadás és az élet: aki hisz énbennem, ha meghal is él.” (János evangéliuma 11,25).
Sírjában vele együtt nyugszik bátyja, Borsos László Iván Ybl Miklós-díjas építészmérnök, építészettörténész, műemlék-restaurátor.

## Emlékezete
Halálát követően egy évvel, 1937 januárjában Budapesten emlékkiállítást rendeztek műveiből.

## Származása
| Borsos István (Székesfehérvár, 1904. december 13. – Budapest, 1936. január 19.) rajztanár, festő- és szobrászművész | Apja: Borsos Endre (Nagysáp, 1876. június 06. – 1948 után) közigazgatási bíró, a Közigazgatási Bíróság elnöke, lakásügyi kormánybiztos, a budai református egyházközség főgondnoka | Apai nagyapja: Borsos István (Nagysáp, 1840. június 25. – Nagysáp, 1891. március 14.) ászári, utóbb nagysápi református iskolamester | Apai nagyapai dédapja: Borsos István (Kocs, 1798. december 26. – Nagysáp, 1880. december 19.) nagysápi református iskolamester |
| Borsos István (Székesfehérvár, 1904. december 13. – Budapest, 1936. január 19.) rajztanár, festő- és szobrászművész | Apja: Borsos Endre (Nagysáp, 1876. június 06. – 1948 után) közigazgatási bíró, a Közigazgatási Bíróság elnöke, lakásügyi kormánybiztos, a budai református egyházközség főgondnoka | Apai nagyapja: Borsos István (Nagysáp, 1840. június 25. – Nagysáp, 1891. március 14.) ászári, utóbb nagysápi református iskolamester | Apai nagyapai dédanyja: nemes Bori Judit (Páty, 1807. június 21. – ?)                                                          |
| Borsos István (Székesfehérvár, 1904. december 13. – Budapest, 1936. január 19.) rajztanár, festő- és szobrászművész | Apja: Borsos Endre (Nagysáp, 1876. június 06. – 1948 után) közigazgatási bíró, a Közigazgatási Bíróság elnöke, lakásügyi kormánybiztos, a budai református egyházközség főgondnoka | Apai nagyanyja: nemes kocsi Sebestyén Zsuzsanna (Kocs, 1840. július 26. – Nagysáp, 1922. február 07.)                                | Apai nagyanyai dédapja: nemes kocsi Sebestyén József                                                                           |
| Borsos István (Székesfehérvár, 1904. december 13. – Budapest, 1936. január 19.) rajztanár, festő- és szobrászművész | Apja: Borsos Endre (Nagysáp, 1876. június 06. – 1948 után) közigazgatási bíró, a Közigazgatási Bíróság elnöke, lakásügyi kormánybiztos, a budai református egyházközség főgondnoka | Apai nagyanyja: nemes kocsi Sebestyén Zsuzsanna (Kocs, 1840. július 26. – Nagysáp, 1922. február 07.)                                | Apai nagyanyai dédanyja: Tóth Julianna                                                                                         |
| Borsos István (Székesfehérvár, 1904. december 13. – Budapest, 1936. január 19.) rajztanár, festő- és szobrászművész | Anyja: Schrikhuber Laura Vilma (Pápa, 1880. július 21. – ) | Anyai nagyapja: Schirkhuber József ( – Pápa, 1893. április 22.) ügyvéd, városi közgyám                                               | Anyai nagyapai dédapja: |
| Borsos István (Székesfehérvár, 1904. december 13. – Budapest, 1936. január 19.) rajztanár, festő- és szobrászművész | Anyja: Schrikhuber Laura Vilma (Pápa, 1880. július 21. – ) | Anyai nagyapja: Schirkhuber József ( – Pápa, 1893. április 22.) ügyvéd, városi közgyám                                               | Anyai nagyapai dédanyja: |
| Borsos István (Székesfehérvár, 1904. december 13. – Budapest, 1936. január 19.) rajztanár, festő- és szobrászművész | Anyja: Schrikhuber Laura Vilma (Pápa, 1880. július 21. – ) | Anyai nagyanyja: Körber Vilma ( – Székesfehérvár, 1913. február 9.)                                                                  | Anyai nagyanyai dédapja: Körber Frigyes                                                                                        |
| Borsos István (Székesfehérvár, 1904. december 13. – Budapest, 1936. január 19.) rajztanár, festő- és szobrászművész | Anyja: Schrikhuber Laura Vilma (Pápa, 1880. július 21. – ) | Anyai nagyanyja: Körber Vilma ( – Székesfehérvár, 1913. február 9.)                                                                  | Anyai nagyanyai dédanyja: Virág Mária                                                                                          |